# Cymatura strandi
Cymatura strandi là một loài bọ cánh cứng trong họ Cerambycidae.